# Vamos a calentar el sol
Vamos a calentar el sol (en portugués Vamos Aquecer o Sol) es una novela de José Mauro de Vasconcelos, publicada en 1974 y continuación del superventas Mi planta de naranja lima.
Al igual que la novela precedente, está narrada en primera persona y posee un altísimo nivel autobiográfico. En 1963 el autor publicó Doidão, libro que en la secuencia cronológica de la vida del protagonista corresponde a la continuación de Vamos a calentar el sol.
El libro narra la vida de Zezé, ya preadolescente, de unos 10 años de edad, que se ha mudado a Natal con la familia rica de su padrino.